# فرضية مركزية القلب
فرضية مركزية القلب هي الاعتقاد الذي يعتبر أن القلب يتحكم في الإحساس والفكر وحركة الجسم. اشتقت هذه الفرضية لأول مرة من اعتقاد المصريين القدماء بأن القلب هو بيت الفكر والروح. لاقت هذه الفكرة قبول لاحق من قبل الفلاسفة اليونانيين مثل أرسطو، ديوكليس وبراكساجوراس من كوس. مع تطور العلم الحديث وعلم التشريح، ثبت في النهاية أن فرضية مركزية القلب غير صحيحة، على الرغم من أن بروزها في العصور القديمة قد ساهم في اكتشاف الجهاز القلبي الوعائي وأثر في العصور الوسطى والنهضة الإسلامية.
قُدمت نظرية مناقضة سميت «مركزية الدماغ» والتي اقترحت أن الدماغ هو المتحكم بالجسم بشكل رئيسي، قدمها فيثاغورس لأول مرة في عام 550 قبل الميلاد، إذ جادل بأن الروح تكمن في الدماغ وهي خالدة. وقد أيد تصريحاته كل من أفلاطون وأبقراط وجالينوس بيرغامون. اعتقد أفلاطون أن الجسد هو «أسير» العقل والروح وأنه في الموت ينفصل العقل والروح عن الجسد، مما يعني أنه لا يفنى أي منهما.

## تاريخيًا
في مصر القديمة، اعتقد الناس أن القلب هو مقر الروح وأصل القنوات التي تصل إلى جميع أجزاء الجسم الأخرى، بما في ذلك الشرايين والأوردة والأعصاب والأوتار. وُصف القلب أيضًا على أنه المسؤول عن تحديد مصير المصريين القدماء بعد وفاتهم. إذ اعتُقد أن أنوبيس، إله التحنيط، كان يقوم بوزن قلب المتوفي نسبةً للريشة. إذا كان القلب ثقيلًا جدًا، فسيُعتبر المتوفي مذنبًا ويستهلك قلبه من قبل المفترس، وهو مخلوق أسطوري، وفي حال كان أخف من الريشة، فسيسمح لروح المتوفي بالعبور إلى الجنة. لذلك، كان يُحتفظ بالقلب في المومياء في حين تُستأصل الأعضاء الأخرى بشكل عام.
في اليونان القديمة، روج أرسطو لفرضية مركزية القلب على أساس خبرته في تشريح الحيوانات. إذ وجد أن بعض الحيوانات البدائية يمكنها أن تتحرك وتشعر بدون وجود الدماغ، وبالتالي استنتج أن الدماغ لم يكن مسؤولًا عن الحركة أو الشعور. وبعيدًا عن ذلك، أشار إلى أن الدماغ كان في أعلى الجسم، بعيدًا عن المركز، وشعر بالبرد. أجرى أيضًا فحوص تشريحية بعد خنق العينة، مما أدى إلى تقبض وعائي في شرايين الرئتين. من المحتمل أن هذا كان له تأثير على احتقان الأوردة مما جعل الاحتقان أكثر وضوحًا في التشريح التالي للخنق. لاحظ أرسطو أن القلب هو أصل الأوردة في الجسم، وخلص إلى أن القلب هو مركز النظام النفسي-الفسيولوجي. وذكر أيضًا أن وجود النَفَس في القلب كان ليعمل كرسول ينتقل عبر الأوعية الدموية مُحدثًا الإحساس. كان يُعتقد أيضًا أن القلب هو المتحكم في حركة أجزاء الجسم. من وجهة نظر أرسطو، كان القلب مكوّنًا من أوتار تسمح للجسد بالحركة.
في القرن الرابع قبل الميلاد، أعاد ديوكليس التأكيد على فكرة أن القلب هو مركز الإحساس والفكر. وأدرك أيضًا أن القلب له أذنان قلبيتان. على الرغم من أن ديوكليس اقترح أيضًا أن الجزء الأيسر من الدماغ هو المسؤول عن الذكاء والأيمن هو المسؤول عن الإحساس، لكنه كان مقتنعًا أن القلب هو المسيطر على الدماغ فيما يخص وظائف السمع والفهم. كان براكساجوراس من أتباع نظرية أرسطو حول مركزية القلب وكان أول من ميّز الشرايين والأوردة. إذ افترض أن الشرايين تحمل النَفَس أثناء نقل الدم وأثبت أنه يمكن كشف النبض من الشرايين وأوضح أن الشرايين تتضيق في نهاياتها مشكّلةَ الأعصاب.
تبع الفيلسوف والطبيب الإسلامي ابن سينا جالينوس بيرغامون، معتقدًا أن روح المرء محصورة في ثلاث حجرات في الدماغ وقَبِل بفكرة أن الأعصاب تنشأ من الدماغ والنخاع الشوكي وتتحكم بحركة الجسم والإحساس. مع ذلك، فقد حافظ على فرضية مركزية القلب. وذكر أن تفعيل الحركة الإرادية يبدأ من القلب ومن ثم ينتقل إلى الدماغ. وبالمثل، تنتقل السيالات من البيئة المحيطية إلى الدماغ ثم عبر العصب المبهم إلى القلب.
في العصور الوسطى، قدم الراهب الكاثوليكي الألماني ألبرتوس ماغنوس مساهمات في علم وظائف الأعضاء وعلم الأحياء. استندت أطروحته على نظرية مركزية الرأس لجالينوس وتأثرت بعمق بقانون الطب لابن سينا الذي تأثر هو نفسه بأرسطو. لقد جمع هذه الأفكار بطريقة جديدة تشير إلى أن الأعصاب متفرعة من الدماغ ولكن الأصل هو القلب. وخلص إلى أن كل الأمور، فلسفيًا، تنبع من القلب، وفي التفسير الجسدي، كل الأعصاب تنطلق من الدماغ.